# الكديحة (تعز)
الكديحة هي إحدى قرى الجمهورية اليمنية. وهي تتبع جغرافيًا لمحافظة تعز. وإداريًا لمديرية المخاء. يبلغ تعداد سكانها 4442 نسمة حسب الإحصاء الذي جرى عام 2004.